# Afyonkarahisar (district)
Afyonkarahisar is een Turks district in de provincie Afyonkarahisar en telt 234.807 inwoners (2007). Het district heeft een oppervlakte van 1.025,14 km². Hoofdplaats is Afyonkarahisar.
De bevolkingsontwikkeling van het district is weergegeven in onderstaande tabel.
| 1997    | 2000    | 2007    |
| ------- | ------- | ------- |
| 180.599 | 201.110 | 234.807 |